# Notophthiracarus paravariolosus
Notophthiracarus paravariolosus är en kvalsterart som beskrevs av Wojciech Niedbała 1994. Notophthiracarus paravariolosus ingår i släktet Notophthiracarus och familjen Phthiracaridae. Inga underarter finns listade i Catalogue of Life.